# Luca Ghini
Luca Ghini (Croara, Casalfiumanese, 1490 – Bologna, 4 mei 1556) was een Italiaans arts en botanicus die bekendheid verwierf als stichter van een van de eerste botanische tuinen in Europa, de Orto botanico di Pisa, en omdat van hem wordt gezegd dat hij de eerste was die een herbarium aanlegde. Hij was daarnaast leraar van diverse later bekend geworden natuuronderzoekers in de eerste helft van de zestiende eeuw.

## Levensschets
Ghini werd in Croara (Casalfiumanese) vlak bij Imola, geboren (in "Le colline", een boerderij die eigendom was van de familie) als zoon van Ghino Ghini en Leonora Ravaglia di Molinella. Zijn vader was notaris in Imola. Hij had vier broers (Giovanni Battista, Orazio, Ottaviano en Antonio). Een van hen woonde een tijdlang op Kreta, vanwaar hij hem planten en zaden toezond. Ghini studeerde geneeskunde aan de universiteit van Bologna. Op 17 januari 1527 studeerde hij daar af, en vanaf 9 februari datzelfde jaar gaf hij er les in de kruidengeneeskunde. Uiteindelijk werd hij er hoogleraar. Hij trouwde op 3 december 1528 met Gentile Sarti; uit dat huwelijk kreeg hij in 1552 een zoon: Galeazzo.
In 1533 stopte Ghini met lesgeven vanwege onenigheid met de senaat van Bologna, en hij werd praktiserend arts. In 1534 kreeg hij een leerstoel in de geneeskruidenleer, een positie die ondergeschikt was aan de leerstoel in de geneeskunde. De geschillen met de senaat waren nog niet volledig opgelost toen Ghini in 1536 naar Fano verhuisde, en zich daar vanaf 19 maart vestigde als arts, waarbij hij een veel hoger inkomen genoot. In 1539 stemde de universiteit uiteindelijk in met Ghini's wensen, en bood hem voor een periode van vijf jaar een leerstoel in de geneeskruiden, met een hoger salaris. In de drie tussenliggende academische jaren komt Ghini's naam inderdaad niet voor in de boeken van de universiteit. De geschillen met de senaat zullen voor een deel de hoogte van de beloning als onderwerp gehad hebben, maar een ander heikel punt was ongetwijfeld zijn kijk op de leer die, anders dan gebruikelijk, niet onverbiddellijk die van de klassieke schrijvers volgde. Zijn verzoek om de aanleg van een botanische tuin werd afgewezen. Het is zeer waarschijnlijk dat hij voor zijn lessen in die tijd al gebruikmaakte van een herbarium (hortus siccus) waarbij hij planten droogde tussen samengeperste vellen papier, en ze vervolgens op karton lijmde. Van zijn herbarium zijn slechts vellen bewaard gebleven die hij aan andere botanici zond, onder wie Leonhart Fuchs, maar dat van zijn student Gherardo Cibo, die rond 1532 begon met de aanleg ervan, bestaat nog, en wordt bewaard in Rome als oudst bekende herbarium.
In 1544 verhuisde hij, op uitnodiging van Cosimo I de' Medici, naar Pisa, om daar een leerstoel in de geneeskruidenleer te bekleden, waarvoor Leonhardt Fuchs had bedankt. Zijn huis in Bologna hield hij aan, en hij bracht er veel van zijn vrije tijd door. In Bologna werd Caesare Odoni in zijn plaats benoemd. In 1544 werd in Pisa ook begonnen met de aanleg van een tuin voor levende planten, die de naam Orto botanico di Pisa kreeg. Ghini trok zelf de bergen in om er planten voor de tuin te verzamelen. Een jaar later was hij betrokken bij de aanleg van de botanische tuin van Florence. Van de tuin in Pisa had Ulisse Aldrovandi een catalogus waaruit blijkt dat er in Ghini's tijd al 610 soorten gekweekt werden.
Ghini zelf publiceerde geen enkel werk over botanie, maar hij was van cruciaal belang als leraar van veel studenten die daarna een belangrijke bijdrage aan de wetenschap leverden. Onder hen Andrea Cesalpino, zijn opvolger bij de botanische tuin, Pietro Andrea Mattioli, die hij hielp bij het identificeren van de planten waarvan Dioscorides raadselachtige beschrijvingen had gegeven, Ulisse Aldrovandi, die hij de interesse voor de botanie bijbracht, Bartolomeo Maranta en William Turner. Zijn belangrijkste bijdrage aan de botanie was dat hij de aandacht verlegde van de studie van de klassieke werken naar die van de planten zelf. Wat over Ghini's botanisch werk bekend is, komt bijna volledig uit geschriften die zijn leerlingen publiceerden, met één wezenlijke uitzondering (zie de volgende paragraaf). Met name Aldrovandi heeft veel over hem geschreven. Hij gaf bijvoorbeeld een samenvatting van de colleges die Ghini in Pisa verzorgde.
In 1551 verzocht Mattioli in een brief aan Ghini om informatie over een aantal planten die Dioscorides beschreef, maar waarvan hij niet kon uitmaken welke soorten er feitelijk mee bedoeld werden. In Ghini's uitgebreide antwoord aan Mattioli, Placiti ('meningen'), is veel te lezen over de methoden die hij toepaste bij het identificeren van planten. De uitkomsten van het onderzoek werden door Mattioli gepubliceerd.
In 1554 keerde Ghini terug naar Bologna om daar opnieuw een leerstoel te bekleden. Hij overleed er vrij plotseling op 4 mei 1556.
- Bibliothèque nationale de France: cb12527295g (data)
- Author citation (botany): Ghini
- Gemeinsame Normdatei: 11968568X
- International Standard Name Identifier: 0000 0000 6125 3109
- Library of Congress Control Number: nb2007025637
- Istituto Centrale per il Catalogo Unico: BVEV023908
- Système universitaire de documentation: 085211656
- Virtual International Authority File: 61656797
- WorldCat: E39PBJrRfYcwxKDrqPTVQGrXh3